# Seznam obchodních řetězců působících v Česku
Toto je seznam obchodních řetězců působích v Česku.

## Historie
Moderní obchodní řetězce se na českém trhu začaly objevovat po Sametové revoluci v 90. letech 20. století a staly se důležitým prvkem v přechodu postkomunistické ekonomiky na tržní hospodářství. Prvním zahraničním řetězcem supermarketů v Česku byla Mana, jejíž první prodejna byla otevřena 6. června 1991 v Jihlavě. V roce 1992 na český trh kromě supermarketů Billa a Delvita vstoupily také první diskontní řetězce Plus a Norma. Na konci 90. let začaly v Česku vznikat první hypermarkety. Nejstarším hypermarketem v Česku je Globus v Brně, otevřený v listopadu 1996. V roce 1997 následoval první hypermarket Interspar, v dalším roce potom Kaufland, Hypernova, Tesco a Carrefour. Posledním velkým řetězcem s potravinami, který vstoupil na český trh, se v roce 2003 stal Lidl. V následujících letech naopak řada řetězců podnikání v Česku ukončila, například Julius Meinl nebo již zmiňované řetězce Carrefour, Delvita a Plus.
Po roce 2010 se v Česku začaly prosazovat internetové obchody. Jejich popularita dále narostla po roce 2020 během pandemie covidu-19, která znamenala omezení prodeje v kamenných prodejnách.

### Tržní síla
Podle žebříčku Top 50 českého obchodu časopisu Zboží a prodej byl v roce 2022 největším obchodním řetězcem Lidl s tržbami 73,15 mld. Kč, následovaný řetězci Kaufland (63,03 mld.) a Albert (61,44 mld.). Největším internetovým obchodem byla s tržbami 37,40 mld. Kč Alza.cz, která byla zároveň 7. největším řetězcem celkově. V roce 2025 je v tuzemsku velmi koncentrovaný trh supermarketů, který ovládají dvě skupiny: zhruba polovinu trhu má skupina Schwarz-Gruppe (Lidl a Kaufland) a skupina Rewe (Billa a Penny).

## Obchodní řetězce působící vČesku

### Řetězce srychloobrátkovým zbožím
Rychloobrátkové spotřební zboží zahrnuje především potraviny, nápoje a drogerii.

#### Hypermarkety, supermarkety apotravinářské diskonty
| Logo                        | Název    | Prodejny    | Prodejny | Prodejny | Ekonomika       | Ekonomika      | Ekonomika   | Majitel nebo obchodní skupina |
| Logo                        | Název    | formát      | počet    | k datu   | tržby (mil. Kč) | zisk (mil. Kč) | období      | Majitel nebo obchodní skupina |
| --------------------------- | -------- | ----------- | -------- | -------- | --------------- | -------------- | ----------- | ----------------------------- |
| Albert Logo                 | Albert   | hypermarket | 89       | 01/2025  | 71 863 ▲        | 2 102 ▲        | 2023        | Ahold Delhaize                |
| Albert Logo                 | Albert   | supermarket | 263      | 01/2025  | 71 863 ▲        | 2 102 ▲        | 2023        | Ahold Delhaize                |
| Billa-Logo                  | Billa    | supermarket | 271      | 01/2025  | 35 154 ▲        | -62 ▼          | 2023        | REWE Group                    |
| Delmart logo                | Delmart  | supermarket | 14       | 01/2025  | 557 ▲           | 2 ▲            | 2023/24     | Delmart                       |
| Globus (SB-Warenhaus) logo  | Globus   | hypermarket | 16       | 01/2025  | 24 937 ▲        | 594 ▲          | 2022/23     | Globus Hypermarket Holding    |
| KL standard pos frei S sRGB | Kaufland | hypermarket | 144      | 01/2025  | 72 061 ▲        | 3 404 ▲        | 2022/23     | Schwarz-Gruppe                |
| Lidl-Logo                   | Lidl     | diskont     | 318      | 01/2025  | 66 642 ▼        | 3 142 ▼        | 2023        | Schwarz-Gruppe                |
|                             | Mere     | diskont     | 4        | 01/2025  | 197 ▲           | -4▲            | 2023        | Svetofor                      |
|                             | Norma    | diskont     | 54       | 01/2025  | 2 810 ▲         | 178 ▲          | 2023        | Norma                         |
| Penny Market logo 2014      | Penny    | diskont     | 426      | 01/2025  | 55 445 ▲        | 918 ▼          | 2023        | REWE Group                    |
|                             | Terno    | supermarket | 13       | 01/2025  | –               | –              | [ pozn. 2 ] | Jednota                       |
|                             | Tesco    | hypermarket | 81       | 01/2025  | 43 686 ▼        | 421 ▲          | 2023/24     | Tesco                         |
| supermarket                 | Tesco    | 60          |          | 01/2025  | 43 686 ▼        | 421 ▲          | 2023/24     | Tesco                         |
| Celkem                      | Celkem   | Celkem      | 1 753    |          | 373 352         | 10 695         |             |                               |

#### Multioborové obchodní domy
| Název | Prodejny | Prodejny | Majitel nebo správce řetězce |
| Název | počet    | k datu   | Majitel nebo správce řetězce |
| ----- | -------- | -------- | ---------------------------- |
| Prior | 13       | 02/2025  | Prior                        |

#### Malé prodejny potravin
| Název         | Prodejny | Prodejny | Majitel nebo správce řetězce                   |
| Název         | počet    | k datu   | Majitel nebo správce řetězce                   |
| ------------- | -------- | -------- | ---------------------------------------------- |
| Bala          | 1 222    | 02/2023  | Bala                                           |
| Bonveno       | 9        | 01/2025  | Makro                                          |
| Brněnka       | 236      | 02/2023  | Brněnka                                        |
| CBA           | 380      | 01/2025  | CBA International, master frančízu pro ČR drží |
| COOP          | 2 380    | 04/2025  | Jednota                                        |
| Delmart       | 13       | 01/2025  | Delmart                                        |
| Enapo         | 352      | 01/2025  | COOP, Oriens                                   |
| Eso           | 295      | 02/2023  | ESO MARKET                                     |
| Flosman       | 148      | 01/2025  | FF Holding                                     |
| Hruška        | 538      | 02/2023  | Hruška                                         |
| Kubík         | 16       | 02/2023  | Kubík                                          |
| Můj obchod    | 629      | 02/2023  | Makro                                          |
| Plus JIP      | 140      | 04/2025  | JIP východočeská                               |
| Potraviny JIP | 29       | 02/2023  | JIP východočeská                               |
| Pramen        | 37       | 01/2025  | Oriens                                         |
| Qanto         | 31       | 02/2023  | Qanto                                          |
| Sklizeno      | 19       | 02/2023  | Sklizeno Foods                                 |
| Tesco Expres  | 35       | 01/2025  | Tesco                                          |
| Žabka         | 125      | 02/2023  | Tesco                                          |
| Celkem        | 6 584    |          |                                                |

#### Cash and carry
| Název | Prodejny | Prodejny | Majitel nebo správce řetězce |
| Název | počet    | k datu   | Majitel nebo správce řetězce |
| ----- | -------- | -------- | ---------------------------- |
| JIP   | 14       | 02/2023  | JIP východočeská             |
| Makro | 13       | 02/2023  | Metro                        |
| VRTAL | 20       | 02/2023  | VRTAL s.r.o.                 |

#### Drogistické řetězce
| Název         | Prodejny | Prodejny | Majitel nebo správce řetězce |
| Název         | počet    | k datu   | Majitel nebo správce řetězce |
| ------------- | -------- | -------- | ---------------------------- |
| dm            | 255      | 04/2025  | dm-drogerie markt            |
| Rossmann      | 205      | 04/2025  | Rossmann GmbH                |
| Teta drogerie | 505      | 04/2025  | Solvent ČR                   |

#### Internetové řetězce
- iTesco.cz
- Kosik.cz
- Nakuptesi.cz (Brno a okolí)
- Potravinydomu.cz (Praha a okolí)
- PlnaLednice.cz (Ostrava a okolí)
- Rohlik.cz
- Scuk.cz

#### Zaniklé řetězce
| Název           | Formát        | Rok zániku | Nástupce     | Příčina zániku                     |
| --------------- | ------------- | ---------- | ------------ | ---------------------------------- |
| Carrefour       | hypermarket   | 2006       | Tesco        | Dlouhodobá finanční ztráta         |
| Delvita         | supermarket   | 2006       | Billa        | Dlouhodobá finanční ztráta         |
| Droxi           | drogerie      | 2007       | Schlecker    | Ukončení podnikání v oboru         |
| Edeka           | supermarket   | 2006       | Tesco        | Odchod ze zahraničních trhů        |
| Electro World   | elektro       | 2024       | Datart       | Sloučení řetězců                   |
| Hypernova       | hypermarket   | 2009       | Albert       | Sloučení řetězců                   |
| Iceland         | supermarket   | 2022       | –            | Finanční potíže v důsledku brexitu |
| INTERSPAR       | hypermarket   | 2014       | Albert       | Dlouhodobá finanční ztráta         |
| Jééé            | diskont       | 2005       | –            | Dlouhodobá finanční ztráta         |
| Julius Meinl    | supermarket   | 2005       | Albert       | Dlouhodobá finanční ztráta         |
| Julius Meinl XL | hypermarket   | 2005       | Hypernova    | Dlouhodobá finanční ztráta         |
| K-mart          | obchodní dům  | 1996       | Tesco        | Finanční potíže na domácím trhu    |
| Mana            | supermarket   | 2000       | Albert       | Sloučení s řetězcem Sesam          |
| Plus            | diskont       | 2008       | Billa        | Rozpad řetězce                     |
| Plus            | diskont       | 2008       | Penny        | Rozpad řetězce                     |
| Prima           | hypermarket   | 2001       | Hypernova    | Sloučení řetězců                   |
| Pronto Plus     | supermarket   | 1998       | Julius Meinl | Insolvence                         |
| SAMA            | supermarket   | 1999       | Delvita      | Ukončení podnikání v oboru         |
| Sesam           | diskont       | 2000       | Albert       | Sloučení s řetězcem Mana           |
| Schlecker       | drogerie      | 2012       | Teta         | Insolvence                         |
| SPAR            | supermarket   | 2014       | Albert       | Dlouhodobá finanční ztráta         |
| SYP             | supermarket   | 2004       | –            | Ukončení podnikání v oboru         |
| Vít potraviny   | malá prodejna | 1998       | více firem   | Insolvence                         |

### Hobbymarkety
| Logo   | Název      | Prodejny | Prodejny | Ekonomika       | Ekonomika      | Ekonomika | Majitel        |
| Logo   | Název      | počet    | k datu   | tržby (mil. Kč) | zisk (mil. Kč) | období    | Majitel        |
| ------ | ---------- | -------- | -------- | --------------- | -------------- | --------- | -------------- |
|        | Bauhaus    | 9        | 05/2024  | 4 503 ▲         | 296 ▲          | 2020      | Bauhaus        |
|        | bauMax     | 23       | 05/2023  | 4 109 ▲         | 414 ▲          | 2021      | Merkury Market |
|        | Hornbach   | 10       | 05/2023  | 9 859 ▲         | 1 006 ▲        | 2021/22   | Hornbach       |
|        | Mountfield | 58       | 05/2023  | 5 867 ▲         | 170 ▲          | 2020      | Mountfield     |
|        | OBI        | 32       | 05/2023  | 8 717 ▲         | 727 ▲          | 2021      | Tengelmann     |
|        | UNI HOBBY  | 10       | 05/2023  | 2 942 ▲         | 309 ▲          | 2021      | Unimex Group   |
| Celkem | Celkem     | 141      |          | 35 997          | 2 922          |           |                |

### Řetězce s nábytkem a bytovými doplňky
| Logo   | Název   | Prodejny | Prodejny | Ekonomika       | Ekonomika      | Ekonomika   | Majitel            |
| Logo   | Název   | počet    | k datu   | tržby (mil. Kč) | zisk (mil. Kč) | období      | Majitel            |
| ------ | ------- | -------- | -------- | --------------- | -------------- | ----------- | ------------------ |
|        | ASKO    | 14       | 09/2023  | 1 893 ▲         | 46 ▲           | 2022        | Porta Möbel        |
|        | IKEA    | 4        | 09/2023  | 11 912 ▲        | 1 245 ▲        | 2021/22     | Inter IKEA Systems |
|        | Jamall  | 16       | 09/2023  | 230 ▼           | 0,4 ▲          | 2019        | JAMALL-CZ          |
|        | JYSK    | 107      | 04/2025  | 4 697 ▲         | 900 ▲          | 2021/22     | Lars Larsen Group  |
|        | Möbelix | 20       | 04/2025  | —               | —              | [ pozn. 5 ] | XXXLutz            |
|        | SCONTO  | 9        | 09/2023  | 2 493 ▲         | 197 ▲          | 2021        | Krieger            |
|        | XXXLutz | 12       | 09/2023  | 5 942 ▲         | 80 ▲           | 2021/22     | XXXLutz            |
| Celkem | Celkem  | 182      |          | 27 167          | 2 468          |             |                    |

### Řetězce se spotřební elektronikou
| Název          | Původ | Firma                        | Prodejny              |
| -------------- | ----- | ---------------------------- | --------------------- |
| Datart         | Česko | HP TRONIC Zlín, spol. s.r.o. | 110                   |
| Alza           | Česko | Alza.cz                      | 42                    |
| Euronics       | Česko | HP TRONIC Zlín, spol. s.r.o. | 115                   |
| Expert Elektro | Česko | expert ČR, s.r.o.            | 27                    |
| OKAY           | Česko | OKAY Holding a.s.            | Činnost ukončena 2025 |
| Planeo         | Česko | FAST ČR a.s.                 | 95                    |
| Proton         | Česko | HP TRONIC Zlín, spol. s.r.o. | 650                   |
| T.S. Bohemia   | Česko | T.S. Bohemia a.s., Olomouc   | 21                    |

### Řetězce se zbožím pro sport a volný čas
| Název       | Původ     | Firma                            | Prodejny |
| ----------- | --------- | -------------------------------- | -------- |
| Cyklo World | Česko     | CYKLO WORLD a.s.                 | 14       |
| Decathlon   | Francie   | DECATHLON Česká republika s.r.o. | 25       |
| Intersport  | Švýcarsko | INTERSPORT ČR s.r.o.             | 38       |
| Sportisimo  | Česko     | SPORTISIMO s.r.o.                | 112      |

### Řetězce s obuví
| Název       | Původ   | Firma                      | Počet prodejen |
| ----------- | ------- | -------------------------- | -------------- |
| A3 Sport    | Česko   | A3 Sport s.r.o.            | 40+            |
| ALPINE PRO  | Česko   | ALPINE PRO, a.s.           | 40             |
| Baťa        | Česko   | BAŤA a.s.                  | 70+            |
| CCC         | Polsko  | CCC Czech s.r.o.           | 30+            |
| Deichmann   | Německo | Deichmann-Obuv s.r.o.      | 100+           |
| Sportisimo  | Česko   | Sportisimo s.r.o.          | 100+           |
| Tommy Jeans | USA     | Tommy Hilfiger Corporation | 20+            |

### Knihkupecké řetězce
Data k červenci 2025
| Název           | Původ        | Prodejny |
| --------------- | ------------ | -------- |
| Academia        | Česko        | 3        |
| Kanzelsberger   | Česko        | 61       |
| Knihy Dobrovský | Česko        | 51       |
| Kosmas          | Česko        | 35       |
| Luxor           | Česko        | 39       |
| Megaknihy       | 🇨🇿 Česko     | 12       |
| Martinus        | 🇸🇰 Slovensko | 1        |
| Knihcentrum     | 🇨🇿 Česko     | 13       |
| Levné knihy     | 🇨🇿 Česko     | 54       |